# منتخب هولندا تحت 18 سنة لكرة القدم
منتخب هولندا تحت 18 سنة لكرة القدم (بالهولندية: Nederlands voetbalelftal onder 18)‏ هو ممثل هولندا الرسمي في المنافسات الدولية في كرة القدم
.